# Kanton Bourg-Lastic
Kanton Bourg-Lastic (fr. Canton de Bourg-Lastic) je francouzský kanton v departementu Puy-de-Dôme v regionu Auvergne. Tvoří ho sedm obcí.

## Obce kantonu
- Bourg-Lastic
- Briffons
- Lastic
- Messeix
- Saint-Julien-Puy-Lavèze
- Saint-Sulpice
- Savennes